# Port Pirie Airport
Port Pirie Airport är en flygplats i Australien. Den ligger i kommunen Port Pirie City and Dists och delstaten South Australia, omkring 200 kilometer norr om delstatshuvudstaden Adelaide.
Närmaste större samhälle är Port Pirie, nära Port Pirie Airport.
Trakten runt Port Pirie Airport består till största delen av jordbruksmark. Trakten runt Port Pirie Airport är nära nog obefolkad, med mindre än två invånare per kvadratkilometer. Genomsnittlig årsnederbörd är 533 millimeter. Den regnigaste månaden är juni, med i genomsnitt 86 mm nederbörd, och den torraste är december, med 14 mm nederbörd.